# David Trimble
William David Trimble, Trimble bárója (Belfast, 1944. október 15. – 2022. július 25.) északír politikus, kormányfő.

## Élete
Az Ulsteri Unionista Párt elnöke (1995–2005), akit – a protestáns oldalról – az 1998-as nagypénteki megállapodás létrehozójának tartanak, s amiért – még ugyan ebben az évben, John Hume-mal együtt – megkapta a Nobel-békedíjat. 1998-ban, az első északír kormány miniszterelnöke lett, a posztjáról 2002-ben mondott le. 2006-ban lett tagja a Lordok Házának, egy évvel később, 2007-ben pedig belépett a Konzervatív Pártba.